# Derris hedyosma
Derris hedyosma là một loài thực vật có hoa trong họ Đậu. Loài này được (Miq.) J.F.Macbr. miêu tả khoa học đầu tiên.